# Logan County (Colorado)
Logan County je okres ve státě Colorado v USA. K roku 2000 zde žilo 20 504 obyvatel. Správním městem okresu je Sterling. Celková rozloha okresu činí 4 778 km². Pojmenován byl podle Johna A. Logana.